# Soap&Skin
Soap&Skin, pseudonimo di Anja Franziska Plaschg (Gnas, 5 aprile 1990), è una cantautrice austriaca.

## Biografia
Anja Franziska Plaschg cresce in un piccolo villaggio chiamato Gnas, nella Stiria sud-orientale, dove i suoi genitori hanno una fattoria. Suona il piano fin da quando aveva sei anni. A quattordici anni allo studio del piano affianca quello del violino e cresce sempre di più in lei l'interesse per la musica elettronica. Decide di iscriversi al Politecnico di Graz per frequentare il corso di grafica, ma all'età di sedici anni decide di ritirarsi per trasferirsi a Vienna. Qui si iscrive al corso d'arte all'Accademia di Belle Arti, nel master class tenuto da Daniel Richter, ma compiuti i diciotto anni si ritira nuovamente.
Ha affermato che artisti come Xiu Xiu, Cat Power, Björk, Nico, Aphex Twin e compositori come Sergej Rachmaninov o Arvo Pärt hanno avuto una grande influenza sulla sua musica.
Solo dopo alcune esibizioni fu definita dalla critica come una sorta di "bambina prodigio". Nel 2008 si è improvvisata attrice interpretando la cantante tedesca Nico nella piéce "Nico - La Sfinge di ghiaccio" di Werner Fritsch a Berlino e Vienna, interpretando diversi suoi brani, incluso "Janitor Of Lunacy", contenuto anche nel suo primo EP.

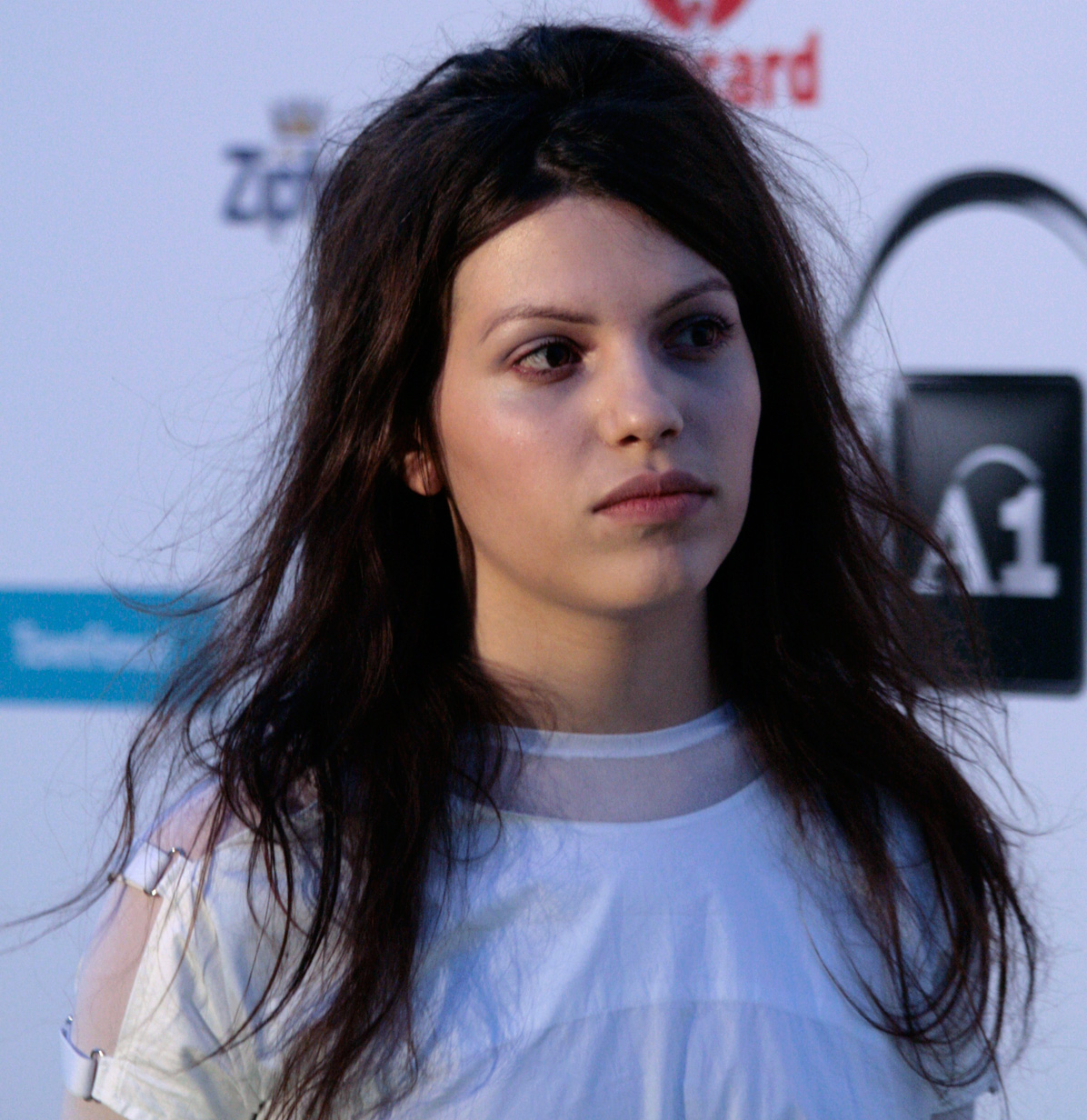
Soap&Skin nel 2009 all'Amadeus Austrian Music Award

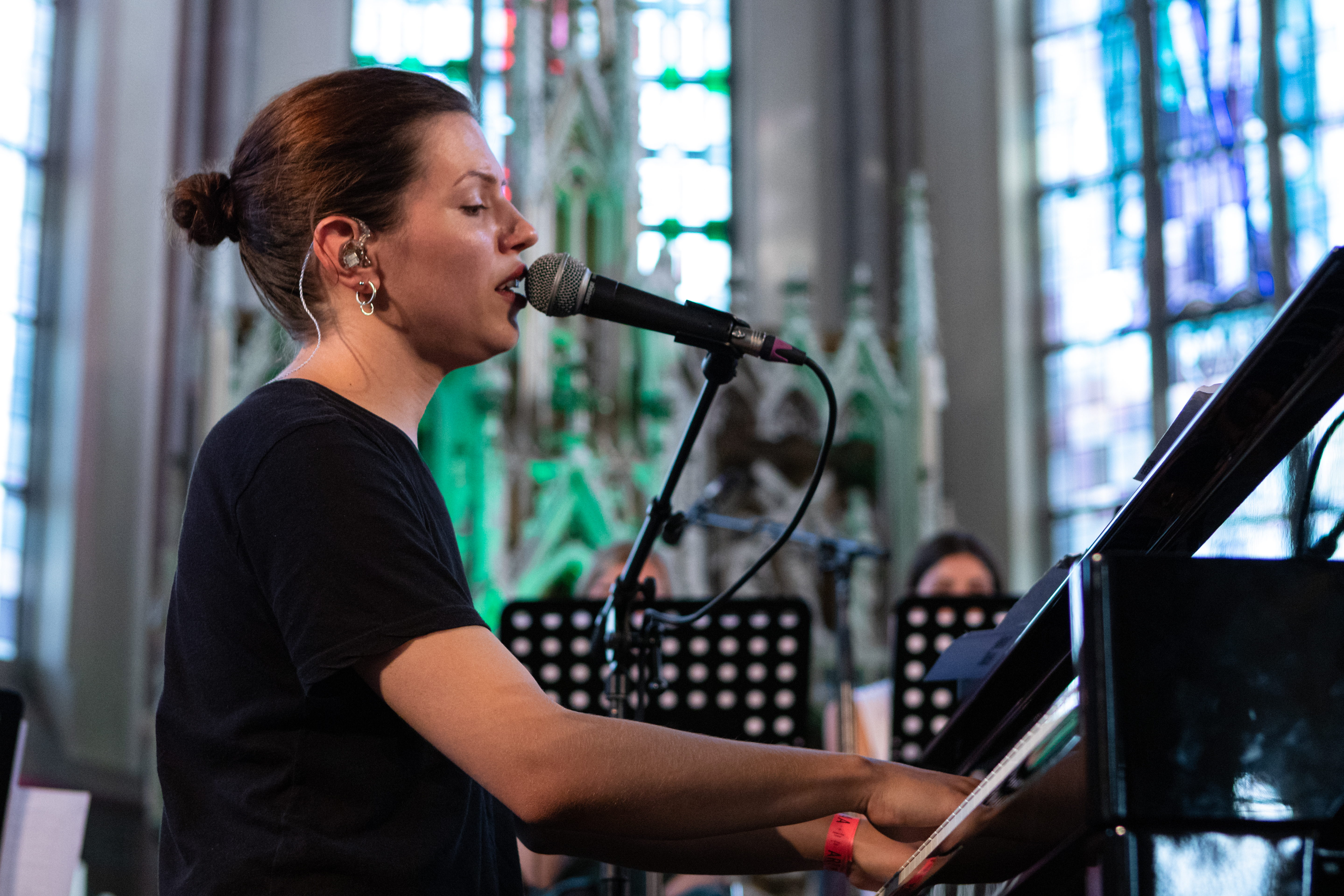
Anja Plaschg al Haldern Pop Festival 2019

Il suo primo album, intitolato Lovetune for Vacuum, è stato pubblicato nel marzo del 2009. Osannato dalla critica, raggiunge subito le vette della classifica austriaca, entrando subito nella top 10. L'album è entrato in classifica anche in altri Paesi europei, esattamente in Germania, Belgio e Francia. I giornalisti musicali l'hanno già identificata come il nuovo astro nascente della musica pop austriaca.
Per il suo album è stata premiata dalla Commissione europea agli European Border Breakers Award (EBBA) 2010. In precedenza le era stato assegnato l'Amadeus Austrian Music Award 2009 per la categoria "Alternative/Rock".
Il 10 febbraio del 2012 esce il secondo lavoro della musicista, intitolato Narrow, dove la Plaschg da più spazio all'elettronica senza però rinunciare alle grandi suite pianistiche con cui si era fatta conoscere. Il secondo album non è molto diverso dal primo per quanto riguarda le tematiche quasi del tutto introspettive (il brano che apre la raccolta, Vater, è dedicata appunto al padre, morto prematuramente e improvvisamente), ma consiste in una sorta di viaggio di formazione, dove la cantautrice passa dalla tragica fanciullezza ad una consapevolezza maggiore delle cose della vita, vista sempre in chiave fondamentalmente negativa. Sempre nel 2012 ha debuttato come attrice nel film austriaco Stilleben.
L'11 marzo 2013 è uscito l'EP Sugarbread, comprendente tre brani tra i quali una cover di Me and the Devil Blues di Robert Johnson.
Nel 2017 ha composto due brani inediti, Safe with me e Italy, per la colonna sonora del film Sicilian Ghost Story.
Nel 2018 ha pubblicato i videoclip di alcuni brani contenuti nell'album From Gas to Solid / You Are my Friend in uscita il 28 ottobre: Heal, il 7 agosto 2018, Italy & (This Is) Water,  il 12 settembre 2018.

## Discografia

### Album
- Lovetune for Vacuum (2009, Couch Records/PIAS Records) - Austria #5,[9] Germania #47[10]
- Narrow (2012, PIAS Records)
- From Gas to Solid / You Are my Friend (2018)
- Torso (2024, PIAS Records)

### Singoli ed EP
- Untitled (EP con 4 brani) (2008, Couch Records/PIAS Records)
- Spiracle (vinile 7") (2009, Couch Records/PIAS Records) - Austria #45[9]
- Mr. Gaunt PT 1000 (2009, Couch Records/PIAS Records) - Austria #60[9]
- Marche Funèbre (EP con 3 brani) (2009, Couch Records/PIAS Records)
- Sugarbread (EP con 3 brani) (2013, PIAS Records)

### Colonne sonore
- Des Teufels Bad, regia di Veronika Franz e Severin Fiala (2024)

## Filmografia

### Attrice
- Des Teufels Bad, regia di Veronika Franz e Severin Fiala (2024)